# Цицюра, Владислав Алексеевич
Владислав Алексеевич Цицюра (род. 26 сентября 1999, Рыбинск, Ярославская область) — российский хоккеист, нападающий «Северстали».

## Биография
На юношеском уровне играл за «Русь» Москва, с 15 лет стал выступать в системе петербургского СКА. В КХЛ дебютировал 17 сентября 2020 года. 29 апреля 2023 года был обменян в подмосковный «Витязь». 24 июня 2025 года в результате обмена стал игроком «Северстали».